# چوکیو چوکیو
چوکیو چوکیو (به اسپانیایی: Chuqllu Chuqllu) یک کوه در پرو است. چوکیو چوکیو ۵٬۰۰۰ متر بالاتر از سطح دریا واقع شده‌است.